# Янчук Едуард Олександрович
Янчук Едуард Олександрович (7 грудня 1937, Яришів, Вінницька область — 9 березня 1994, Львів) — фізик і мінералог, відомий дослідник манганових мінералів і руд України.

## Сторінки біографії і науковий доробок
Закінчив фізичний факультет Львівського університету. Захистив у 1973 р. кандидатську дисертацію «Дослідження валентного стану марганцю в природних оксидах та гідрооксидах». Розробив модель формування манганових руд. З'ясував валентний стан мангану в мінералах, вивчив їхні кристалохімічні особливості. Ці роботи склали основу і його докторської дисертації. У день розсилки автореферату дисертації раптово пішов із життя. Похований на Сихівському цвинтарі у Львові.
Наукові роботи Е. О. Янчука увійшли до ряду колективних монографій присвячених мінералогії України та проблемі залізо-манганових конкрецій Світового океану.